# Wilcox, Wyoming
Wilcox är en mindre ort i Albany County i södra Wyoming, belägen vid U.S. Route 30/287 omkring 5 kilometer norr om staden Rock River, Wyoming. Genom orten går Union Pacifics järnvägslinje, som ursprungligen konstruerades som del av den första transamerikanska järnvägen, och här låg tidigare en mindre station. Järnvägens sträckning ändrades omkring år 1900, då linjen drogs om genom nuvarande Rock River.
Wilcox är mest känt som plats för tågrånet 2 juni 1899, då medlemmar av Wild Bunch, bland andra Sundance Kid, rånade Union Pacific Overland Flyer No. 1 genom att överfalla tåget och spränga dess kassaskåp. Ligan hade barrikaderat en viadukt på Union Pacifics järnväg. Den gamla järnvägssträckan där rånet skedde är idag nedlagd och platsen ligger på privat mark.